# New York Rocker
New York Rocker est un magazine punk/new wave fondé par Alan Betrock en 1976. Il prend son véritable essor en 1977 sous l'impulsion d'Andy Schwartz, nouveau rédacteur en chef. Proche de la nouvelle scène new-yorkaise qui passe régulièrement au CBGB's, le magazine suit entre autres la carrière des Ramones, de Blondie et de Television.